# 中国文学
中国文学（ちゅうごくぶんがく）とは、中国語で書かれた文学のこと。それらの作品や作家を研究する学問のこと。

## 概論
「文学」という語の最も古い用例は『論語』先進篇にあり、孔子が弟子を才能別に4つのタイプに分けた孔門四科（徳行・言語・政事・文学）の一つとしてあげられている。北宋の邢昺の疏ではこれを「文章博学」と注釈しており、広く古今の文献や学問に通じていることであった。このように文学とは学問あるいはそれを基礎とした文化全般を広く指す言葉であり、現在のような狭義の文学の意味は、5世紀、南朝宋の文帝が建てた四学（儒学・玄学・史学・文学）に見ることができる。また以後、正史に立てられた優れた文人の伝記である「文学伝」もこの意味である。しかし、その文学とはすべて上流階層の文学であり、大衆文学である小説や戯曲などは近代に至るまで含まれることはなかった。このため「中国文学」として言及されるものには古来、中国人が「文学」として扱ってきたものと我々が近代学問としての「文学」の視点から語るものの両者があることに注意しなければならない。
また、古くから中国文学は政治を含めて現実生活を主題にしたものが多く、また政治に携わるものによって多く文学作品が作られてきた歴史がある。三国時代の魏の曹丕の有名な言葉「文章は経国の大業、不朽の盛事」で表されるように、中国人は文学に国を左右するほどの非常に強い力があると考えており、文学は政治と密接な関係があった。中国文学の特異性として宋代以降、文学の担い手が多く官僚であったことが挙げられるが、それもこの傾向を受け継ぐものである。
古来中国文学の主流は韻文であった。特に自然の景物や友情などを歌った抒情詩が多い。叙事詩はあまり栄えなかったが、古くは『詩経』の「公劉」、漢代の楽府「孔雀東南飛」、北朝の民歌に由来する楽府『木蘭詩』といった有名な作品がある。歴史や宗教、思想を述べたものを除けば、散文による文学が初めに栄えたのは唐の時代のことである。その散文も、例外を除き創作よりは現実に即したものが多く、その伝統は西欧文明の大きな影響の下に近代小説が生まれるまで長く続いた。なお古代中国においては韻文も散文も文学性を表す言葉というよりは、文章の文体を表す言葉であるので注意が必要である。このほかに駢文と呼ばれる文体がある。
長い歴史の中で、中国大陸ではいくつもの国が栄えては滅び、いくつかの民族が権力の座に立った。異文化の流入は文学にも影響を与えたが、一般的に中国文学といえば漢字による文学、中国語による文学のことである。
漢文、漢詩は日本語・日本文学の成立にも非常に大きな影響を与えた。

## 形式による分類
- -文語体-
  - -韻文-
    - 詩
      - 古体詩
        - 『詩経』
        - 楽府
        - 古詩（狭義）

      - 近体詩
        - 絶句
        - 律詩
        - 排律

    - 辞賦
      - 『楚辞』
      - 賦

    - 詞

  - -散文-
    - 古文

  - -駢文-
- -口語体-
  - -講唱文学-
    - 変文
    - 宝巻
    - 諸宮調
    - 説話
    - 詞話
    - 鼓詞
    - 弾詞

  - -韻文-
    - 曲
      - 散曲
      - 戯曲
        - 雑劇
          - 宋雑劇
          - 院本
          - 元雑劇（北曲） - 元曲
          - 温州雑劇（南曲）
          - 南雑劇（南北曲兼用あるいは南曲）

        - 戯文（南戯）（南曲）
        - 伝奇（南曲）

  - -散文-
    - 小説

## 歴史

### 先秦
各国の文学同様、中国文学も文字で書かれる以前から口承文芸の形で存在し、音楽性を伴った歌謡が歌われていた。はじめて歌謡を採集して文字の形で残したのが『詩経』である。『詩経』は古くは『詩』と呼ばれ、押韻を伴う四言詩であり、韻文の始祖と言えるアンソロジーである。「風（民謡）」「雅（宮廷音楽）」「頌（祭礼音楽）」の3つからなり、黄河流域で発生した。『詩』は戦国時代には儒家の重要な6つの経典、六経の一つに挙げられている。この後揚子江流域で『楚辞』が生まれ、これは後に賦へと続く。
散文では『尚書』という歴史書が編まれたが、これは政治演説集といった性格を持っている。また『春秋』という記事を羅列する歴史書が編まれた。これらも儒教の六経に挙げられている。戦国時代になると、諸子百家と称される思想家たちが『論語』『老子』『荘子』『韓非子』『孫子』といった哲学的・思想的な作品を残した。歴史書では『春秋左氏伝』といった作品が残されている。

### 漢代
漢代では韻文では『楚辞』の系統である賦が隆盛し、司馬相如らが活躍した。武帝の時、音楽採集を担当する官署である楽府によって民間歌謡が採集され、楽府と呼ばれた。
散文では、司馬遷によって『史記』が著され、後代に歴史書編纂に大きな影響を与えた。

### 魏晋
この時代、民間の歌から五言詩が生まれた。一行五音（五字）にそろえられたこの形式は、その後数百年にわたり文学の中心となった。
三国時代では魏の親子曹操・曹丕・曹植（192年 - 232年）、その後の阮籍（210年 - 263年）らが知られる。後漢の建安年間（196年 - 220年）に曹操らによるサロンを中心に栄えた新しい文学を建安文学と呼ぶ。建安の七子と呼ばれる人々が活躍した。阮籍や嵆康らの詩風は魏の正始年間（240年 - 249年）から正始体と呼ばれている。
西晋が中国を統一すると陸機・左思などが活躍し、続いて南北朝時代に入ると陶淵明（365年 - 427年）が活躍した。

### 南北朝時代
この時代は、南朝宋・斉・梁の3代にわたって活躍した沈約や、沈約が出入りした南朝斉の竟陵王蕭子良の西邸のサロンが文学の中心となる。沈約と共に、その西邸の「八友」に数えられた蕭衍も当代一流の文化人であり、梁朝の創業者ともなる。また、蕭衍の子の昭明太子蕭統が編纂した『文選』は古代より六朝に至る主要な名文を集めたアンソロジー（詞詩集）として後代のみならず、日本においても広く受容された。さらに、次の皇太子蕭綱の命により徐陵が編纂したとされる『玉台新詠』がある。南朝梁の劉勰は、文学理論書である『文心雕龍』を著した。なお六朝時代に隆盛した文体は対句や典故を多用する駢文である。
小説作品は、『捜神記』や「桃花源記」に代表される志怪小説が発達した。
この時代、史学という学問も独立へと向かい、文学と併せて、中国独自の経（儒教）・史（史学）・子（儒教以外の哲学）・集（文学）という学問体系の基礎が形成される。

### 唐代
唐代は中国詩歌史における黄金期だったとされる。一般に唐代文学は初唐・盛唐・中唐・晩唐の四つに分別されることが多い。これを四変といい、南宋の厳羽が『滄浪詩話』のなかにおいて唱えたのが最初とされ、明代以降は一般的な区分とされる。ここでは、この四区分に随って、まず唐代の韻文史を概観する。
初唐(618-709)：六朝期の継承と発展。初唐を更に二つの時代に分けるならば、太宗皇帝の貞観時代と則天武后の時代である。貞観時代を代表する詩人は上官儀であろう。太宗の作詩の顧問であり、対句の分類を行った。この貞観時代、上官儀の詩の発展を承け、則天武后時代には「四傑」と称された王勃・楊炯・盧照鄰・駱賓王や、蘇味道・李嶠・沈佺期・宋之問がいる。特に沈佺期、宋之問らによって七言律詩の詩型が作り出され、近体詩の韻律が整備された。この頃はまだ文学の中心は宮廷にあり、先にも名前が出た宋之問は25題ほど「応制」に類する作を残している。陳子昂は則天武后時代の異色の詩人として評価される。
盛唐(710-765)：最盛期。盛唐に入ると詩は宮廷を離れ、王維・孟浩然・高適・岑参・李白・杜甫らにより詩の黄金期が築かれた。明の張之象の『唐詩類苑』の巻頭に1000人ほど唐代の詩人の名が列挙されるが、そのうち盛唐に属する人は242人ほどであるという。盛唐は王維・孟浩然のグループと高適・岑参のグループに分けられる。前者は自然の風景を愛し、描写した人々、後者は中国の辺境の異様な風物、生活を描写した人々ということができよう。また、詩の形式についていえば、律詩の詩型が初唐の末から盛唐にかけて成熟、完成するが、古詩の形式はこの盛唐から始まる。なお、この盛唐には女流詩人に乏しいことも指摘できる。
中唐(766-835)：変革期。白居易・柳宗元・韓愈・李賀など。
晩唐(836-907)：耽美的で、頽廃的。杜牧・李商隠ら。
この時代の散文は四六駢儷体という美文で書かれた。また韓愈（768年 - 824年）は詩のみならず、散文で文学と呼べる作品を残し、韻文中心だったそれまでの文学に新しい流れを作った。四六駢儷文にかわって古文と呼ばれる古い自由な文体を用いた。
六朝の志怪小説は、唐代になると「伝奇」や「古鏡記」などの伝奇小説へと発展する。しかし、北宋以降には、再び志怪小説へと回帰してしまう。『夷堅志』や清代の『聊斎志異』がその代表である。
『遊仙窟』が著されたが、しかし中国では散逸してしまい、日本で残った。

### 宋代
詩では宋代初期には晩唐の煌びやかな詩風が踏襲され、真宗期には李商隠の詩風を模した西崑体が隆盛した。その代表的な詩人には楊億・劉筠・銭惟演がいる。
そのなかで王禹偁は質朴平淡な自然体の詩を作った。仁宗期に入り、欧陽脩に重んじられた梅堯臣と蘇舜欽らが清新な詩を作り、それまでの詩風を一変させた。これにより貴族による抒情的て美的な詩風を特徴とする唐詩に対し、士大夫による知性的で政治的な詩風を特徴とする宋詩の基礎が確立された。
神宗期に入ると、王安石が政治的な議論詩を多く作った。そして、蘇軾（蘇東坡）（1036年 - 1101年）は機知に富んだ優れた作品を残し、後世に大きな影響を与えた。蘇軾の門下に多くに優れた詩人が現れたが、特に黄庭堅は蘇軾に匹敵するとされ、世に「蘇黄」と称された。南宋時代、黄庭堅を模した詩風が隆盛し、江西詩派と呼ばれる一派を形成した。
宋が南渡した激動期において唐詩の抒情性への回帰が見られ、その詩風は南宋四大家と呼ばれる陸游・范成大・楊万里・尤袤らによって発展させられた。南宋後期になるといくつもの流派が形成され、そのなかで江湖詩派が有名である。江湖詩派では下級官僚や山林の隠士など政治上の地位がない小詩人が活躍した。南宋末、元の侵攻のなか、文天祥など愛国の詩が詠まれた。
宋代は「詞」とよばれる歌謡文芸が隆盛し、宋詞と言われる。宋詞の詞風は大きく8種類（北宋5、南宋3）の類型に分けられる。そのなかで最も影響力があったのは豪放詞と婉約詞であり、豪放詞の代表的な詞人は蘇軾・辛棄疾であり、また劉過・陳亮・劉克荘がいる。婉約詞の代表的な詞人は柳永・秦観・晏殊・李清照であり、また欧陽脩・周邦彦・姜夔・晏幾道らがいる。
宋代小説は説話の底本である「話本」を主とする。長編小説には『新編五代史平話』『大唐三蔵取経詩話』『大宋宣和遺事』『三国志平話』などがある。短編小説としては、志怪小説集である『夷堅志』が見られる。

### 元代
元の時代には雑劇と散曲が隆盛した。これを総称して元曲と言う。また小説が書かれるようになる。これらはそれまでは俗な物とされて、立派な人物が手がけるものではないとされていた。しかし元の支配下ではそれらの立派な人物、つまり漢人の官僚は冷遇されて官途につけなかったのでこう言った物に手をつけるようになったのである。それが民間の文学の活力を生んだ。

### 明代
14世紀、明初には劉基・宋濂・方孝孺らが活躍した。永楽年間（1403年 - 1424年）には、上級官僚の手による台閣体と呼ばれる封建道徳を宣揚する文風が起こった。その代表的な作家には楊士奇・楊栄・楊溥のいわゆる「三楊」がいる。台閣体はその後、宮廷御用的な傾向を帯び、無気力で凡庸な作風に陥った。
成化期には李東陽を代表とする茶陵派が登場し、台閣体に代わる新しい文学の模索が始まり、復古主義的な傾向を打ち出した。弘治（1488年 - 1505年）・正徳（1506年 - 1521年）年間には、李東陽が科挙によって抜擢した李夢陽・何景明ら前七子が活躍し、低迷沈滞していた文壇に活力を与えた。彼らは「文は必ず秦漢、詩は必ず盛唐」を標榜して擬古主義を提唱した。理想とする古人の詩文の「格調」を模擬して創作することを主張し、「格調説」と称される文学理論を展開した。この傾向は、嘉靖（1522年 - 1566年）・隆慶（1567年-1572年）年間に活躍した李攀竜・王世貞ら後七子によって継承発展された。彼ら七子派が模擬創作した擬古文を、唐宋の古文と区別する場合、古文辞という。日本では江戸時代に李攀竜に傾倒した荻生徂徠が古文辞の普及に努め、古文辞学を提唱している。
一方、七子派の擬古主義に反対する流派も現れた。王慎中・唐順之・帰有光・茅坤らは宋儒の「文道合一」の主張に共感し、「文必秦漢、詩必盛唐」の主張を斥けた。唐宋八大家を顕彰し、唐宋派と呼ばれる。万暦年間には李贄（李卓吾）が現れて、復古模擬の文学に反対し、創作は古典的な規範に束縛されず、自らの心の発抒にもとづくべきだと主張した。李贄に師事した袁宗道・袁宏道・袁中道三兄弟（三袁という）ら公安派は文学にはその時代に特徴的なものであるべきとして復古主義を斥け、自己の胸臆にある性霊の発抒こそが真詩であるとした。このような革新的な主張も当時の擬古主義の大勢を崩すにはいたらなかったが、鍾惺・譚元春ら竟陵派の自由奔放な文学批評の活動が人々に受け入れられ、明朝末期に清新な文風が生まれることになった。
明代には白話小説が発展し、「六十家小説」「三言二拍」などの短編小説集が編まれ、広範な題材を扱った。また明の時代には長編小説が現れる。有名なものに『水滸伝』『三国志演義』『西遊記』『金瓶梅』があり、まとめて四大奇書と呼ばれる。

### 清代
清代には長編小説の傑作、『紅楼夢』や『儒林外史』が描かれた。短編の志怪小説集としては、『聊斎志異』（女幽霊とよしみを通じる話がある）が見られる。
末期の小説は、晩清小説（清末小説）と呼ばれる。その中の潮流として、中国の小説家である魯迅は、風刺小説より直接的な政治批判を行う譴責小説というジャンルを指摘している。

### 中華民国
辛亥革命以降、西洋文化の流入と近代化により中国文学は大きな変化を遂げた。1917年『新青年』を中心に文学革命が起こり、近代小説が発生して文学の中心になった。魯迅の『狂人日記』『阿Q正伝』が書かれた。1920年代後半から新文学は成熟に向かい、茅盾・巴金・老舎・丁玲・曹禺・郭沫若らの活躍が続いた。

### 中華人民共和国
中華人民共和国成立から1980年代前半ぐらいまでは、毛沢東の『文芸講話』が指導的文献とされ、作品の思想性が重視された時代もあったが、その後は莫言のマジックリアリズムの文学のような純文学とともに、金庸らによる大衆小説や現代文学が大きく花開いた。一方、古来の近体詩は衰退して行った。あたらしく、北島や戈麦のような新しい詩人も現れた。
しかし、老舎が文化大革命時に自殺に追い込まれたり、中国語作家最初のノーベル文学賞受賞者が中国を亡命してフランス国籍を取得した高行健であったなど、政治との間に緊張関係が存在することも、近現代中国文学発展や研究の課題である。現代中国文学は、優秀な人材を輩出していて、年少作家も多く出ている。

## 中国文学選集
- 竹田晃・黒田真美子編『中国古典小説選』(全十二巻、明治書院、2006-2009年)